# Microcogenerazione
La microcogenerazione o microCHP è un'estensione dell'idea di cogenerazione per le abitazioni singole/pluri familiari, condomini, e piccole/medie imprese.

## Quadro generale
Nella maggior parte delle applicazioni energetiche, l'energia serve in più forme. Queste includono tipicamente alcune combinazioni di: riscaldamento, ventilazione e condizionamento dell'aria, energia meccanica e energia elettrica. Spesso queste forme energetiche addizionali vengono prodotte da una macchina termica funzionante su una sorgente di calore ad alta temperatura. Una macchina termica non può mai avere un'efficienza perfetta in base al secondo principio della termodinamica e produrrà quindi sempre un surplus di calore a bassa temperatura. Quest'ultimo viene comunemente definito "calore sprecato", "calore secondario" o "calore di bassa qualità". Questo calore è utile per la maggior parte delle applicazioni di riscaldamento, ma non viene tuttavia considerato pratico per trasportare calore attraverso lunghe distanze, diversamente dall'elettricità o dal carburante. Con il trasporto del carburante vi è d'altronde un trasporto anche di "calore sprecato", prima che tale spreco sia effettivamente prodotto.
Per avere un uso efficiente dell'energia, il "calore secondario" deve essere usato utilmente. Siccome è facile trasportare l'elettricità, ma non lo è per quanto riguarda questo tipo di calore, un sistema efficiente in termini energetici deve generare elettricità solamente in zone dove il calore sprecato possa essere ben utilizzato. In una centrale elettrica il calore secondario offerto spesso supera quello richiesto, così da avere soltanto un piccolo valore economico. Tale calore viene solitamente dissipato in torri di raffreddamento senza neanche essere usato. Uno dei modi per fare un miglior uso di questo calore è consumare la fonte di energia primaria in loco e quindi generare l'energia in tutte le forme necessarie nel punto di utilizzo. Questo metodo è anche conosciuto come sistema a cogenerazione (CHP).
I sistemi CHP sono in grado di incrementare l'utilizzo dell'energia totale delle fonti energetiche primarie come i carburanti o l'energia solare termodinamica concentrata. Il CHP ha quindi guadagnato popolarità in tutti i settori di economia energetica, a causa degli aumenti nei costi dei carburanti, soprattutto quelli a base petrolifera e a causa dei problemi ambientali, in particolare il mutamento climatico.
In una centrale elettrica tradizionale che fornisce elettricità ai consumatori, soltanto il 30% circa del contenuto in calore delle fonti energetiche primarie come la biomassa, il carbone, il solare termodinamico, il gas naturale, il petrolio o l'uranio raggiunge il consumatore, anche se l'efficienza può essere del 20% per le vecchie centrali e del 50% per quelle più nuove. Per contrasto un sistema CHP converte solitamente il 10%-20% del calore primario in elettricità e la maggior parte di quello rimanente viene catturato per il riscaldamento dell'acqua o delle stanze. Di solito il 10%-30% del calore viene dissipato senza essere usato. In totale almeno il 65%, ma spesso si arriva sino al 90%, del calore generato dalla fonte primaria viene usato per scopi utili.
I sistemi CHP hanno giovato al settore industriale sino alla crisi energetica degli anni '70. Per trent'anni questi grossi sistemi a cogenerazione furono più giustificabili economicamente di quelli micro-CHP, a causa dell'economia di scala. Dopo l'anno 2000 i sistemi a microcogenerazione sono diventati efficienti anche nei costi in molti mercati mondiali, a causa della crescita dei costi energetici. Lo sviluppo di sistemi micro-CHP è stata anche facilitata dai recenti sviluppi tecnologici di piccole macchine termiche. Questi includono prestazioni migliorate e/o efficienza nei costi dei motori Stirling, dei motori a vapore, delle turbine a gas, dei motori diesel e dei motori a ciclo Otto.

## Sistemi a microcogenerazione
La differenza principale tra i sistemi a microcogenerazione e i loro parenti su larga scala sono i parametri che ne guidano l'operatività. In molti casi i sistemi CHP industriali generano principalmente energia elettrica e il calore è un utile sotto-prodotto. Al contrario i sistemi di micro-CHP, che funzionano in case o piccoli edifici commerciali, producono principalmente calore generando elettricità come sotto-prodotto. A causa di questo modello operativo e della domanda fluttuante delle strutture per quanto riguarda l'energia elettrica, i sistemi a microcogenerazione spesso producono più elettricità di quella che viene usata.
Tali sistemi ottengono molti dei loro risparmi, esercitando quindi attrattiva sui consumatori, attraverso un modello di "generazione e rivendita" o "scambio sul posto" in cui l'energia generata in eccesso rispetto ai bisogni casalinghi viene rivenduta all'azienda elettrica. Questo sistema è efficiente perché l'energia usata viene distribuita e usata istantaneamente nella rete elettrica. Le perdite principali avvengono nella trasmissione dalla fonte al consumatore, mantenendosi comunque inferiori alle perdite che si avrebbero accumulando localmente l'energia o generando corrente a meno dell'efficienza massima del sistema a microcogenerazione. Quindi, da un punto di vista prettamente tecnico, lo scambio sul posto è molto efficiente.
Un altro punto positivo per il net-metering (altro termine per descrivere lo "scambio sul posto") è il fatto che è molto semplice da configurare. Il contatore elettrico dell'utente viene reso in grado di registrare anche l'energia in uscita dalla casa, oltre a quella in entrata. Per una rete con relativamente pochi utenti dotati di micro-CHP non sono necessari cambiamenti ad essa. Inoltre negli Stati Uniti molte leggi federali e statali impongono alle aziende elettriche di compensare chiunque dia energia alla rete. Dal punto di vista di tali aziende queste regole presentano carichi operazionali e tecnici oltre che amministrativi. Di conseguenza la maggior parte delle aziende elettriche compensano i contribuenti solamente con uno sconto pari o inferiore alla bolletta (non pagando quindi un eventuale surplus). Mentre questo schema di compensi potrebbe sembrare onesto ad un primo sguardo, rappresenta solamente un risparmio per l'utente per non aver acquistato energia dal fornitore e non un guadagno completo dal sistema di microcogenerazione. Quindi, dal punto di vista degli utenti in possesso di sistemi di micro-CHP il net-metering non è l'ideale.
Mentre il net-metering è un sistema molto efficiente per utilizzare l'energia in eccesso generata da un microcogeneratore, non è immune ai denigratori. Questi ultimi portano alcune considerazioni a sostegno delle loro ipotesi: mentre un generatore principale di corrente nella rete elettrica è una grossa centrale commerciale, i generatori del net-metering "spillano" energia verso la rete in modo casuale e imprevedibile. Tuttavia l'effetto è minimo se vi sono soltanto una piccola percentuale di clienti che generano elettricità e ognuno di loro ne genera una piccola quantità. Quando viene acceso un forno o una stufa elettrica viene utilizzato circa lo stesso quantitativo di elettricità da rete che viene prodotta dal generatore casalingo. L'effetto diverrebbe dunque evidente se vi fosse una larga percentuale di case con sistemi di generazione. La coordinazione tra i sistemi di generazione nelle case e nel resto della rete diverrebbe necessaria per un uso affidabile e per evitare danni alla rete stessa.

## Tipi di sistemi e tecnologie
I sistemi di microcogenerazione sono attualmente basati su molte diverse tecnologie:
- Motore a combustione interna
- Motore Stirling
- Motore a vapore
- Turbina a gas
- Pila a combustibile

### Carburanti e tipi di motore
La maggior parte dei sistemi a cogenerazione usano il gas naturale come combustibile poiché brucia bene e in maniera pulita, ha un costo relativamente basso, è disponibile in moltissime zone e può essere facilmente trasportato attraverso tubature che già raggiungono molte case. Il gas naturale è adatto per i motori a combustione interna, come il motore a quattro tempi e la turbina a gas, perché brucia senza produrre cenere, catrame o fuliggine. Le turbine a gas vengono usate in molti sistemi di piccole dimensioni a causa della loro alta efficienza, delle loro piccole dimensioni, della combustione pulita, della durata e dalla piccola manutenzione richiesta. Le turbine a gas progettate con il raffreddamento ad aria operano senza olii lubrificanti o refrigeranti. Il calore sprecato delle turbine a gas viene soprattutto dagli scarichi, mentre nei motori a ciclo alternativo con combustione interna viene diviso tra lo scarico e il sistema di raffreddamento.
Il futuro della cogenerazione, in particolare per le case e i piccoli esercizi commerciali, continuerà a subìre l'influenza del prezzo del carburante, incluso il gas naturale. Fino a che tale prezzo continuerà a salire renderà l'economia più favorevole per le misure di conservazione energetica e usi di energia più efficienti, come la cogenerazione e la microcogenerazione.

### Tipi di combustibile
Ci sono molti tipi di combustibile e sorgenti di calore che possono essere presi in considerazione per i sistemi a microcogenerazione. Le proprietà di questi variano in termini di costo del sistema, costo del riscaldamento, effetti ambientali, convenienza, facilità di trasporto e stoccaggio, manutenzione del sistema e vita di quest'ultimo.
Tra le fonti di calore e i carburanti che sono considerati per l'uso con sistemi micro-CHP vi sono: biomassa, gassogeno, energia solare, carbone, biodiesel, gasolio, olio combustibile, ma anche sistemi multi-carburante. (L'energia nucleare non è praticabile su piccola scala, non viene quindi generalmente considerata per la micro-CHP). Le fonti energetiche che hanno le più basse emissioni di particolati e anidride carbonica sono l'energia solare, la biomassa (con la gassificazione a due stadi) e il gas naturale.

### Motori
I motori a combustione esterna possono funzionare su qualsiasi fonte di calore ad alta temperatura. Questi motori includono il motore Stirling e il motore a vapore, il primo con un'efficienza che può raggiungere il 50% e il secondo intorno al 10%, e dal 2008 un piccolo numero di questi motori viene usato nella microcogenerazione. Altri cicli termici usabili sono il ciclo Ericsson e il ciclo Stoddard.

## Stato del mercato
Il più grande dispiegamento della microcogenerazione attualmente si trova in Giappone. Sono state attivate oltre 50 000 unità con una larga maggioranza di modelli ECO-WILL, che incorporano l'unità microcogeneratore prodotta dalla Honda. Tale unità è un motore ad alta resistenza con emissioni sonore bassissime e un'interfaccia di rete elettrica a stato solido, rendendola avanzata quanto le automobili ibride prodotte dalla stessa compagnia.
Si stima che circa 1 000 sistemi a microcogenerazione siano attivi nel Regno Unito dal 2002. Questi sono principalmente motori Stirling della Whispergen e motori a ciclo alternativo della Senertec Dachs. Il mercato è supportato dal governo attraverso dei regolamenti e fondi dati alla ricerca spesi attraverso l'Energy Saving Trust e il "Carbon Trust", enti pubblici che supportano l'efficienza energetica nel Regno Unito. Dal 7 aprile 2005 il governo inglese ha tagliato l'imposta sul valore aggiunto sui sistemi a microcogenerazione dal 17,5% al 5%, per supportare la domanda per questa tecnologia emergente, alle spese delle già esistenti, ma più inquinanti. La riduzione è effettivamente un sussidio per le unità micro-CHP sui sistemi convenzionali, per renderle più competitive in termini di costi e guidarne la vendita all'interno dello stato. Delle 24 milioni di case in Gran Bretagna, da 14 a 18 milioni sembrano adatte alle unità di microcogenerazione.
Recentemente, il Climate Energy del Massachusetts negli Stati Uniti ha introdotto il suo sistema a microcogenerazione Freewatt  nei mercati. Tale sistema incorpora le tecnologie del motore a microcogenerazione Honda. Si sostiene che questo sistema produrrà circa il 50% del fabbisogno di energia elettrica di una tipica abitazione statunitense dal carburante che oggi si usa per riscaldarla, raddoppiando il valore di quest'ultimo per il padrone di casa e riducendo significativamente l'impronta carbonica della casa. Questo prodotto ha già ricevuto diversi premi, incluso quello come prodotto avanzato dell'anno dalla Popular Mechanics Magazine e ci si aspetta che divenga facilmente reperibile negli Stati Uniti il prossimo anno. Si stima che questo prodotto sia utilizzabile in circa 50 milioni di abitazioni. Una delle maggiori compagnie di gas naturale statunitensi, la KeySpan, ha valutato da vicino questo prodotto e offre un buon incentivo monetario per i suoi clienti che lo acquistano aiutando il suo programma per la conservazione energetica.
Uno dei primi microcogeneratori può essere identificato nel "TOTEM (Total Energy Module)"  progettato da Mario Palazzetti nel 1973 per il Centro Ricerche Fiat.